# Contea di Vejle
La contea di Vejle (in danese Vejle Amt) era una delle 13 contee della Danimarca, le contee sono state abolite con la riforma amministrativa entrata in vigore il 1º gennaio del 2007 e sono state sostituite da cinque regioni.

## Comuni
(Popolazione al 1º gennaio 2006)
- Comune di Børkop (11.782)
- Comune di Brædstrup (8.857)
- Comune di Egtved (15.489)
- Comune di Fredericia (49.252)
- Comune di Gedved (10.339)
- Comune di Give (14.065)
- Comune di Hedensted (17.190)
- Comune di Horsens (59.550)
- Comune di Jelling (5.790)
- Comune di Juelsminde (15.742)
- Comune di Kolding (63.751)
- Comune di Lunderskov (5.574)
- Comune di Nørre-Snede (7.207)
- Comune di Tørring-Uldum (12.650)
- Comune di Vamdrup (7.566)
- Comune di Vejle (56.117)